# Ринне, Антти
А́нтти Ю́хани Ри́нне (фин. Antti Juhani Rinne; род. 3 ноября 1962, Хельсинки, Финляндия) — финский политик. Член Социал-демократической партии (СДП). Председатель СДП (2014—2020), спикер финского парламента (2019), премьер-министр Финляндии (2019), министр финансов Финляндии (2014—2015), депутат эдускунты от округа Уусимаа (2015—2023).

## Биография
Родился 3 ноября 1962 года в Хельсинки, в Финляндии. Окончил Хельсинкский университет.
9 мая 2014 года на съезде Социал-демократической партии был избран новым председателем партии, обойдя Ютту Урпилайнен; за него отдали свои голоса 257 депутатов, за Урпилайнен — 243 депутата. Заявил, что под его руководством «партия будет делать акцент на вопросах экономического роста и занятости».
6 июня 2014 года сменил на посту министра финансов Ютту Урпилайнен в кабинете Катайнена, а 24 июня вновь утверждён в этой министерской должности в кабинете Стубба; занимал эту должность до 29 мая 2015 года — даты окончания полномочий этого кабинета.
В феврале 2017 года был переизбран председателем СДП.
По результатам парламентских выборов 2015 года избран депутатом эдускунты. 24 апреля 2019 года, после победы Социал-демократической партии на парламентских выборах, Антти Ринне как председатель СДП был избран спикером эдускунты (финского парламента).
6 июня 2019 года кандидатура Ринне на пост премьер-министра Финляндии была одобрена эдускунтой (111 голосов «за», 74 — «против»). В этот же день президент Финляндии принял отставку кабинета Сипиля и утвердил состав нового правительства — кабинета Ринне. Днём позже на пост спикера эдускунты вместо Ринне был избран Матти Ванханен.
3 декабря 2019 года подал в отставку с должности премьер-министра, которая была принята.
23 августа 2020 года новым председателем Социал-демократической партии была избрана Санна Марин.
По результатам парламентских выборов 2 апреля 2023 года не был переизбран.